# Jeorjos Kafandaris
Jeorjos Kafandaris (gr. Γεώργιος Καφαντάρης; ur. 13 października 1873 we Fragiście (Eurytania), zm. 28 sierpnia 1946 w Atenach) – grecki prawnik i polityk, premier Grecji (1924), minister spraw wewnętrznych (1915), minister spraw zagranicznych (1924), minister finansów (1926-1928).

## Życiorys
Był synem urzędnika Konstaninosa Kafandarisa. Ukończył studia prawnicze na uniwersytecie ateńskim, a następnie pracował w wyuczonym zawodzie. W 1905 po raz pierwszy wybrany deputowanym do parlamentu. Od 1911 związany z Partią Liberalną. Po wyborach w 1915 objął kierownictwo resortu spraw wewnętrznych w gabinecie Elefteriosa Wenizelosa. W okresie I wojny światowej należał do przeciwników króla Konstantyna I, przebywał w Salonikach. W styczniu 1919 objął kierownictwo nad resortem rolnictwa, ale po konflikcie z Wenizelosem podał się do dymisji. Po rewolucji 1922 był faktycznym przywódcą Partii Liberalnej. W 1923 objął kierownictwo resortu sprawiedliwości, dzięki niemu wprowadzono ustawę amnestyjną i wznowiono wydawanie czasopism, zawieszonych w roku 1922. W lutym 1924 objął ster rządu, ale konflikty wewnątrz gabinetu zmusiły go do dymisji po dwóch tygodniach sprawowania urzędu.
W 1924 założył Partię Postępowo-Liberalną, reprezentował tę partię w rządzie Elefteriosa Wenizelosa, powstałym w 1928 (jako minister finansów). Za współpracę z Wenizelosem został aresztowany w 1935, ale sąd go oczyścił ze stawianych zarzutów. Po przejęciu władzy przez Joanisa Metaksasa w 1936 zesłany na Zakintos, jako znany zwolennik ustroju republikańskiego. W czasie II wojny światowej nie współpracował z ruchem oporu. W 1945 objął stanowisko wicepremiera w rządzie Temistoklisa Sofulisa, jednak wkrótce podał się do dymisji w proteście przeciwko niewłaściwej jego zdaniem, organizacji wyborów parlamentarnych. Zmarł we własnym domu, na zapalenie oskrzeli.
Był żonaty (żona Maria Papaleksopulos).